# Yvon Salaün
Pour les articles homonymes, voir Salaün.
Le Yvon Salaün (SNS 013) est un ancien bateau de la Société nationale de sauvetage en mer (SNSM). Ce canot tous temps (reconnaissable à sa coque verte) en bois, insubmersible et auto-redressable a été affecté à la station SNSM de Portsall de 1955 à 1998.
Le canot Yvon Salaün a été labellisé « bateau d'intérêt patrimonial » (BIP) par l'association patrimoine maritime et fluvial en 2007,.

## Histoire
Yvon Salaün était un résistant de Portsall, engagé dans les FNFL et disparu en mer lors du naufrage de La Combattante en 1945.
Matelot pêcheur, il embarque le 19 juin 1940, à 19 ans, sur le canot de sauvetage de Portsall (le Charles et Marie Chevillotte, lancé en 1928) pour rallier l'Angleterre à la suite de l'invasion allemande. Le bateau emporte 31 personnes (dont 13 jeunes hommes de Portsall et 9 marins au service du sémaphore de Landunvez) jusqu'à Plymouth.
Yvon Salaün, comme la plupart d'entre eux, s'engage dans les FNFL. Il obtient un brevet de gabier après une période d'instruction sur les goélettes de l'École navale Étoile et Belle Poule. Il participe au débarquement des Alliés sur les côtes normandes en tant que quartier-maître sur La Combattante en juin 1944.
Il revient avec son navire à Brest en janvier 1945 après avoir été séparé de sa famille pendant plus de quatre ans et demi. La Combattante saute sur une mine en mer du Nord, le 24 février 1945, à minuit. Yvon Salaün disparaît en mer avec l'arrière du navire coupé en deux.

## Classement monument historique
Le canot de sauvetage Yvon Salaün a été classé monument historique par arrêté du ministère de la Culture français en 2016.

## Service
La station de Portsall a été créée par la Société centrale de sauvetage des naufragés (SCSN) en 1867, puis a été reprise par les Hospitaliers sauveteurs bretons (HSB). Après la Seconde Guerre mondiale, le nouvel abri de la station est construit et est inauguré en 1955 à l'arrivée du nouveau canot de sauvetage, baptisé Yvon Salaün.
Il prend la relève du Capitaine de vaisseau de Kerros, arrivé à Portsall en 1952. Après 43 ans de service à la SNSM, il laisse la place à son successeur, La Portsallaise, le 5 septembre 1998.
L'Association pour la conservation des anciens canots de sauvetage (sous convention avec la SNSM) le prend en charge. En 1986, le canot avait été modernisé par les ateliers de la SNSM de Saint-Malo (passerelle fermée, radar et nouvelle motorisation).
Il participe à des rassemblements de navires anciens, à diverses manifestations nautiques : fêtes maritimes, promotion de la SNSM, bateau comité et sécurité pour des régates, etc. Il était présent aux fêtes maritimes de Brest de 2000 à 2016.

### Articles  connexes
- Liste des bateaux français protégés au titre des monuments historiques